# 大庆寿寺

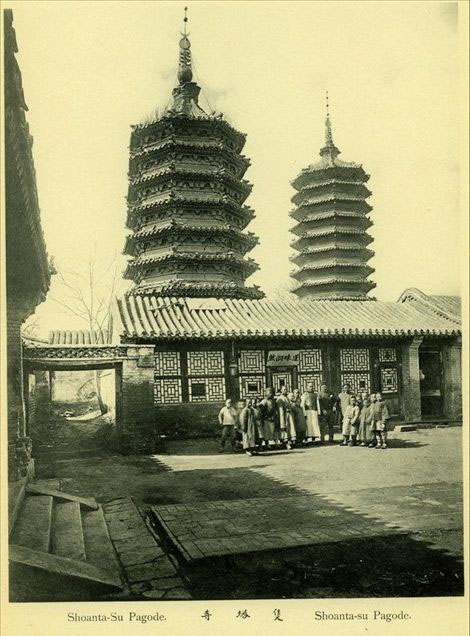
约1900年至1903年间的大庆寿寺双塔

大庆寿寺，又称庆寿寺，俗称双塔寺，位于北京市西城区西长安街，是一座汉传佛教寺院，现已无存。

## 简介
庆寿寺在今北京电报大楼处，旧时门牌号为西长安街28号。《元一统志》载，该寺的前身是金朝的庆寿宫，创建于金世宗大定二十六年（1186年），元朝改称大庆寿寺。《宸垣识略》载：“双塔寺在小时雍坊西长安街，金章宗建，即元庆寿寺。专有塔二：一九级，一七级。九级者额曰‘特赠光天普照佛日圆明海云佑圣国师之塔’，七级者额曰‘佛日圆照大禅师可庵之灵塔’。”至元四年新建上述两座砖塔，故该寺俗称“双塔寺”。
元朝初年，庆寿寺面积广大，东至府右街，西至横二条，北至力学胡同，南至西长安街街面。双塔在整个寺院西南，即今北京图书大厦南侧的西长安街的马路中间。双塔是两位僧人的灵塔，其中东侧的是海云和尚塔，高九级，匾题“特赠光天普照佛日圆明海云佑圣国师之塔”，塔下石龛存放海云和尚骨灰，西侧的是可庵和尚塔，高七级，匾题“佛日圆照大禅师可庵之灵塔”。寺中还有碑亭两座，碑上分别刻有金章宗御笔“飞虹桥”、“飞渡桥”，碑亭前有溪水，四周古木苍翠。

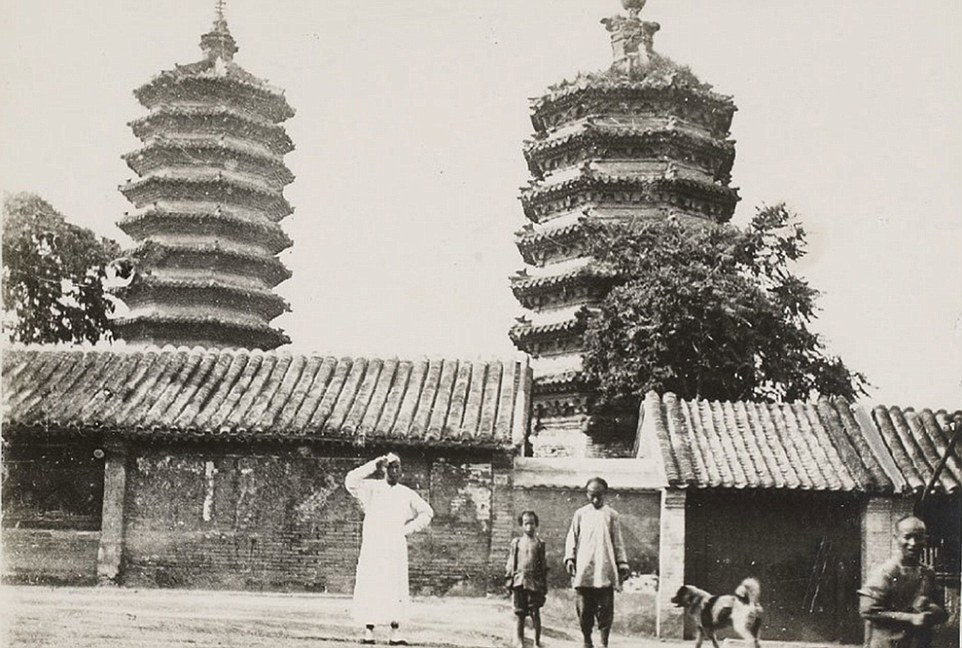
约1900年至1911年间的大庆寿寺双塔

元朝至元四年（1267年）兴建元大都南城墙时，庆寿寺正好在南城墙所在的直线上。元世祖忽必烈降旨，将此处城墙向南移，“远三十步环而筑之”，通过让南城墙拐弯而保留了庆寿寺。
元朝至元十三年（1276年）起，花七年时间重修庆寿寺。至顺二年（1331年）三月，元文宗将庆寿寺赐予皇太子为功德院，在庆寿寺大殿供奉皇太子彩绘真容像。

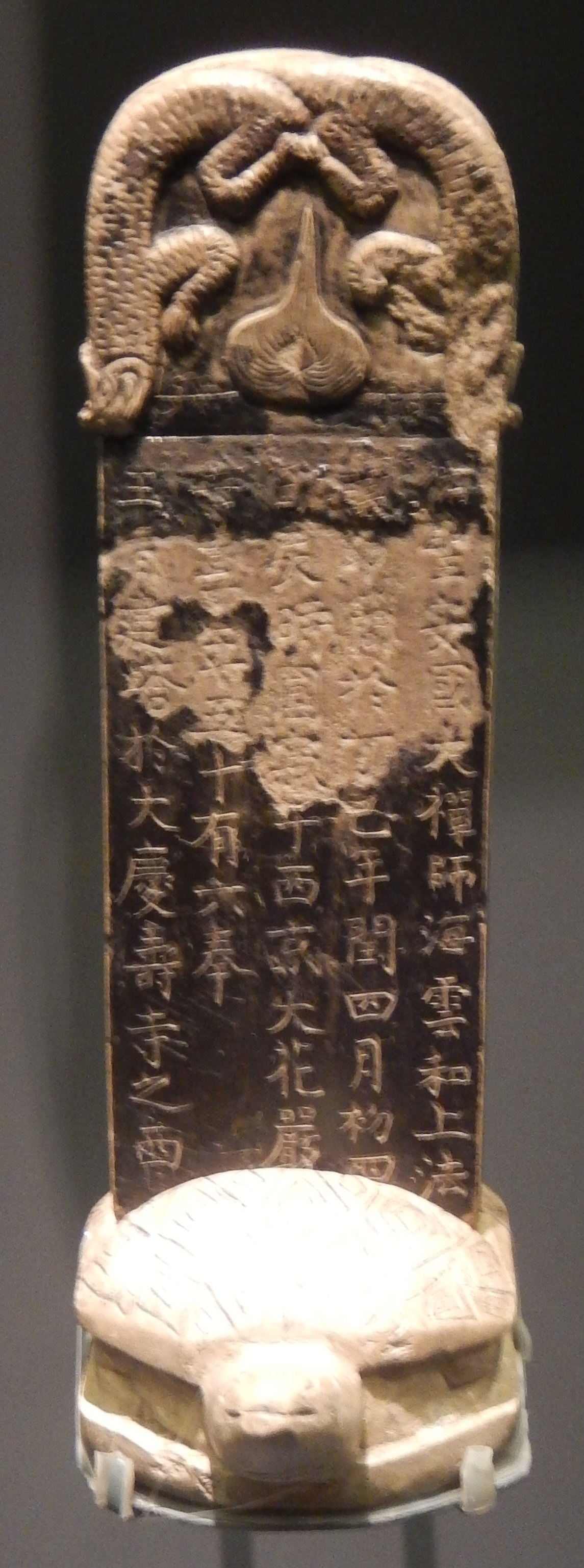
海云碑。大庆寿寺海云塔地宫出土。首都博物馆藏。碑上题有：“佑圣安国大禅师海云和上，法讳印简，于丁巳年闰四月初四日辰时圆寂于西京大花严寺，享年五十有六。奉王旨建塔于大庆寿寺之西。”

明朝洪武十五年（1382年），僧人姚广孝来北平主持庆寿寺事务，并成为燕王朱棣的谋臣。明太祖朱元璋传位其孙明惠帝。明惠帝削藩时，姚广孝劝燕王朱棣发兵取皇位。靖难之役中，朱棣率兵进攻南京，姚广孝佐燕王世子率万人留守北平。明成祖朱棣登基后，恢复姚广孝的姚姓，并赐名广孝，授太子少师。姚广孝一直保持僧人身份，住在庆寿寺。明朝永乐十六年（1418年）三月，姚广孝在庆寿寺圆寂，寿数84岁。姚广孝葬在北京市房山区崇各庄乡常乐寺村东。
明朝宣德七年（1432年）二月，庆寿寺僧觉贵擅自兴建毗卢阁，阁高几十丈。后来遭到监察御史李德全上疏，认为有窥视皇宫之嫌。明宣宗下令拆除此阁，将觉贵逮捕。
明朝正统十三年（1448年）二月，太监王振借口寺已糟朽，动用两万多名军民役工大修庆寿寺，用银数十万两，花费八个月，在同年十月竣工。寺前建起牌楼，额书第一丛林，此寺也更名为大兴隆寺，又称大慈恩寺。当时，皇帝亲往该寺讲法，大臣纷纷前去。
嘉靖十四年（1535年）该寺因火灾被毁，双塔幸存。嘉靖十五年（1536年），该寺旧址改为讲武堂。
明朝嘉靖二十九年（1550年），锦衣卫都指挥使陆炳又将该寺旧址改成演射所，训练士兵骑射。后来由于演射所金鼓声嚣，影响皇宫安宁，遂把演射所迁至宣武门外的校场。该寺旧址改为演象所，训练皇家礼仪所用大象。
明朝崇祯十七年（1644年），李自成率军攻破北京，崇祯帝自缢煤山，明朝覆灭。明朝工部尚书兼东阁大学士范景文在庆寿寺双塔旁边跳井殉节。

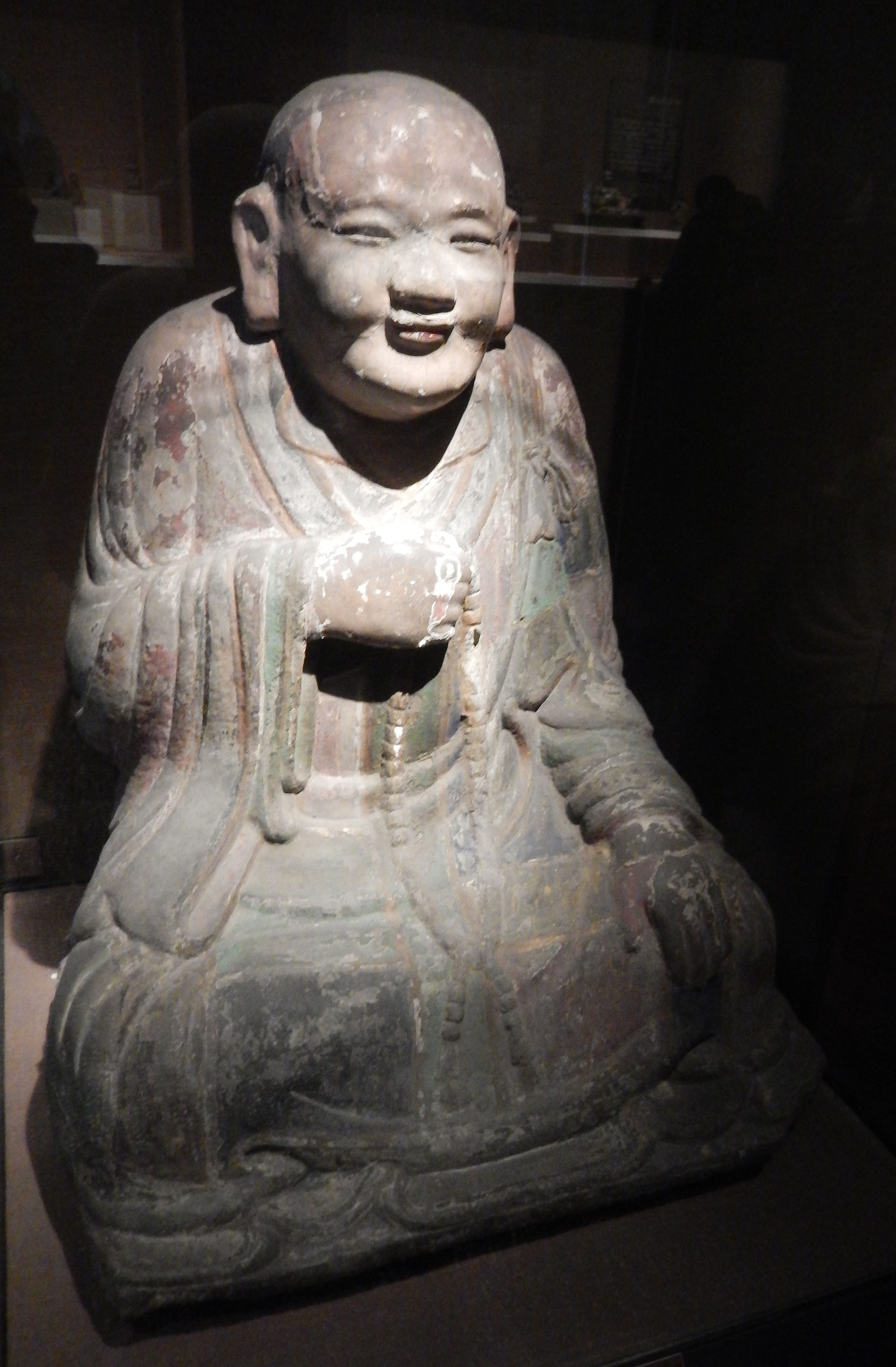
慶壽寺海雲塔地宮出土海雲禪師石雕像。元初。首都博物馆藏。

清朝乾隆二十九年（1764年），该寺扩建，寺东北兴建关帝庙，关帝庙旁边建了专奉明朝崇祯年间重修双塔寺碑记的庙宇，碑上记载了寺名变更始末。清朝末年，庆寿寺早就颓败。中华民国时期，庆寿寺大部分建筑已无存，仅存双塔。
1955年4月，为拓宽西长安街，双塔遭拆除。在拆除双塔前，梁思成曾建议保留双塔，建成街心环岛，但该建议未获采纳。拆除时，在海云和尚塔基下面发现了石函，内有木匣收藏海云和尚骨灰，木匣为正方形，其盖是覆斗形，上面贴有织金聍丝。骨灰被丝绵裹着，外面有黄地绣花绸袱，四角有四字金印“香花供养”，中央绣有黄龙，四周绣有串枝花。黄地绣花绸袱内，有金属制牙仗，耳挖，宋朝太平年号铜钱22枚，金大定钱1枚。骨灰包上面有一顶平金绸质僧帽。石函里还有一方碑形墓志，涂有黑漆，下承龟蚨，墓志内容和海云和尚塔前元朝王万庆撰写的道行碑内容吻合。后来，道行碑迁至法源寺，塔内出土文物转存首都博物馆。
在北京电报大楼后身的大秤钩胡同2号门前，有一个须弥莲花座，附近北安里胡同有一个须弥莲花座和一根六棱形擎天柱，这原是一对，都是该寺遗物。每个须弥莲花座原来用于插放一根六角形擎天柱，柱头设一圆盘，圆盘上立一尊古兽，两柱列于大殿两旁，驱邪避灾。1950年代初，拆除该寺时，被附近居民移至胡同内当作桌子等使用。
马连良擅演的京剧《四进士》，便取材于发生在该寺的历史故事，其戏词中有：“上写田伦顿拜首，拜上了信阳州顾大人，双塔寺前分别后……”
原址现今为中共中央宣传部总部。

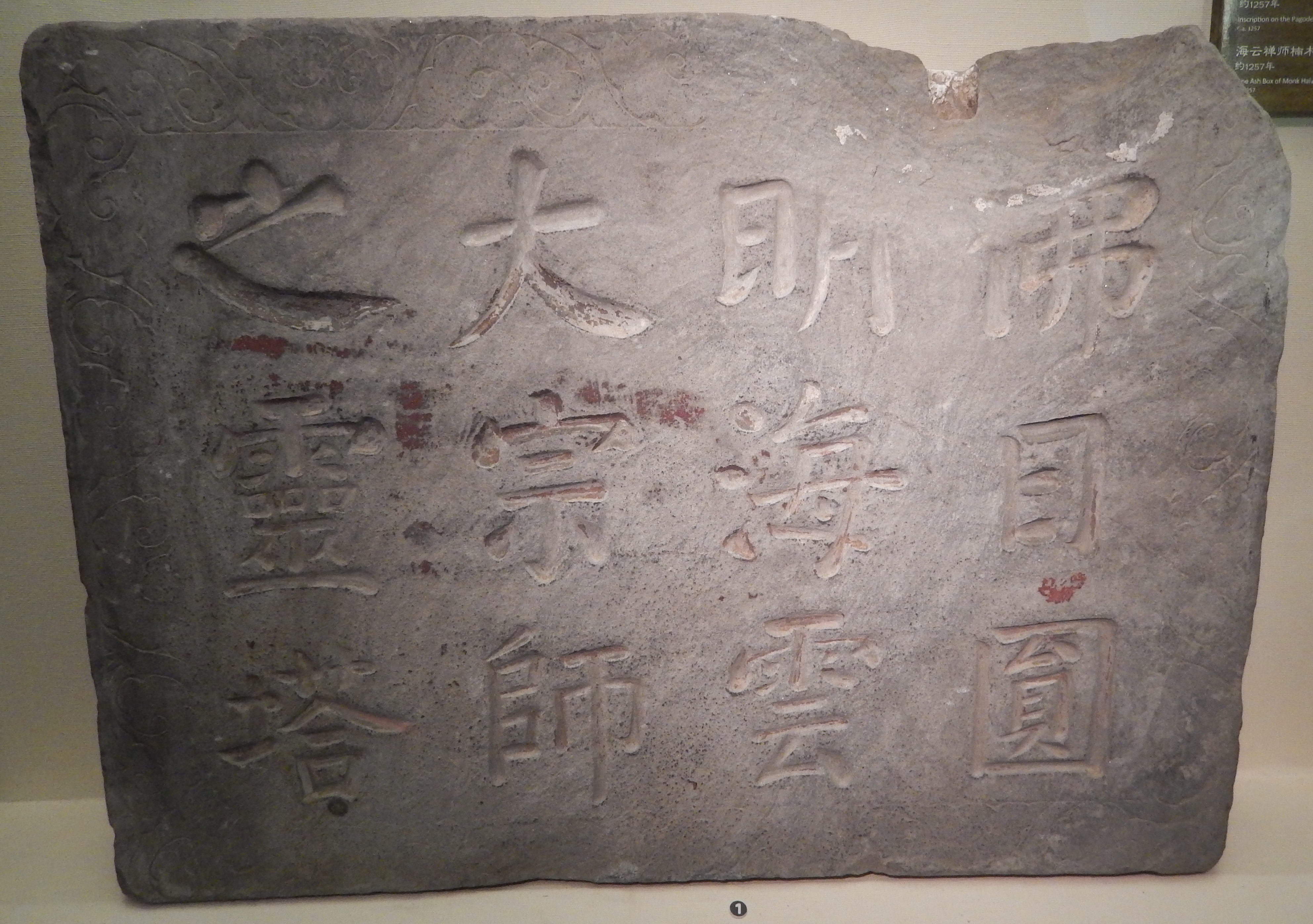
海云禅师石塔铭。首都博物馆藏。
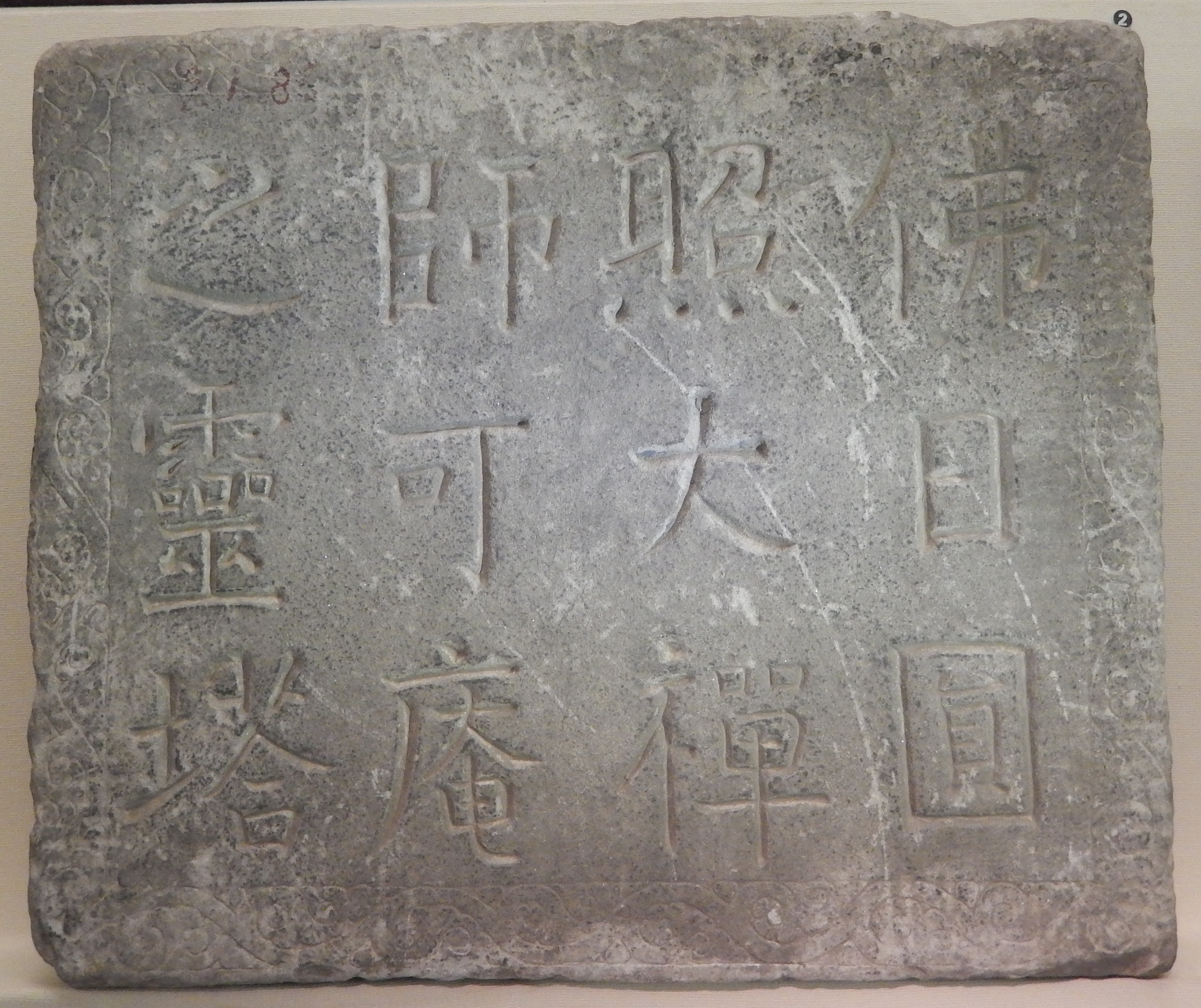
可庵禅师石塔铭。首都博物馆藏。